# Brüder und Schwestern (1991)
Brüder und Schwestern ist ein Dokumentarfilm des Filmemachers Pavel Schnabel, der die Wende und anschließende Wiedervereinigung in Weimar porträtiert.

## Inhalt
Der Film begleitet – vergleichbar einer Langzeitstudie – von 1988 bis 1991 ausgewählte Weimarer Bürger. Unter ihnen sind Mitglieder des „ACC Weimar“, der Schriftsteller Wolfgang Held, Schuldirektor Michael Kallenbach, das Konditoren-Ehepaar Mengs, die Abiturientin Julia Müller sowie etliche andere. In den von Pavel Schnabel geführten, einfühlsamen Interviews erzählen die Protagonisten von ihren Ängsten und Hoffnungen, geben Einblick in ihren Alltag und in ihre Weltsicht. Der Film verzichtet dabei bewusst auf erklärende Kommentare und stellt die Protagonisten radikal in den Mittelpunkt – auch mit allen Widersprüchen. So entsteht ein bedächtiges, vor allem aber authentisches Protokoll der Weimarer Wendejahre.

## Hintergrund und Entstehung
Im Frühjahr 1988 besuchte Pavel Schnabel zum ersten Mal Weimar, das gerade eine Städtepartnerschaft mit Trier abgeschlossen hatte. Diese Ost-West-Partnerschaft brachte den Filmemacher auf die Idee in der SWR-Reihe „Menschen und Straßen“ einen Beitrag über die Karl-Marx-Straße in Trier und den Karl-Marx-Platz in Weimar (heute: Weimarplatz, bzw. Gauforum) zu drehen. Für die Dokumentation unter dem Titel „Karl Marx und seine Erben – Weimar und Trier: eine Städtepartnerschaft“ erhielt er von den DDR-Autoritäten 1988 eine Dreherlaubnis. Die Produktionsbedingungen waren jedoch schwierig: Drehorte und Protagonisten konnte Schnabel nicht frei wählen, stattdessen wurden von den DDR-Behörden systemkonforme Protagonisten ausgewählt, die ein positives Bild der DDR zeichnen sollten. Außerdem wurden die Dreharbeiten ständig von drei staatlichen „Produktionshelfern“ überwacht.
1990 entstand dann der 45-minütige Dokumentarfilm „Die Wende auf dem Karl-Marx-Platz in Weimar“, welcher die historischen „Wenden“ in Weimar an der (architektonischen) Metamorphose des damaligen Karl-Marx-Platzes (vorher: Museumsplatz, ab 1937: Platz Adolf Hitlers) darstellen sollte.
Diese beiden Filme bilden die Grundlage für „Brüder und Schwestern“. Pavel Schnabel bricht sein Protokoll der Wende in Weimar aber nicht unmittelbar danach ab, sondern begleitet die Protagonisten der ersten beiden Filme noch weitere zwei Jahre filmisch. Am Ende steht damit ein Dokumentarfilm, der in einer Kombination aus altem und neuem Material den Wandel der Zeit und der Menschen in zahlreichen Bildern und Gesprächen festhält.

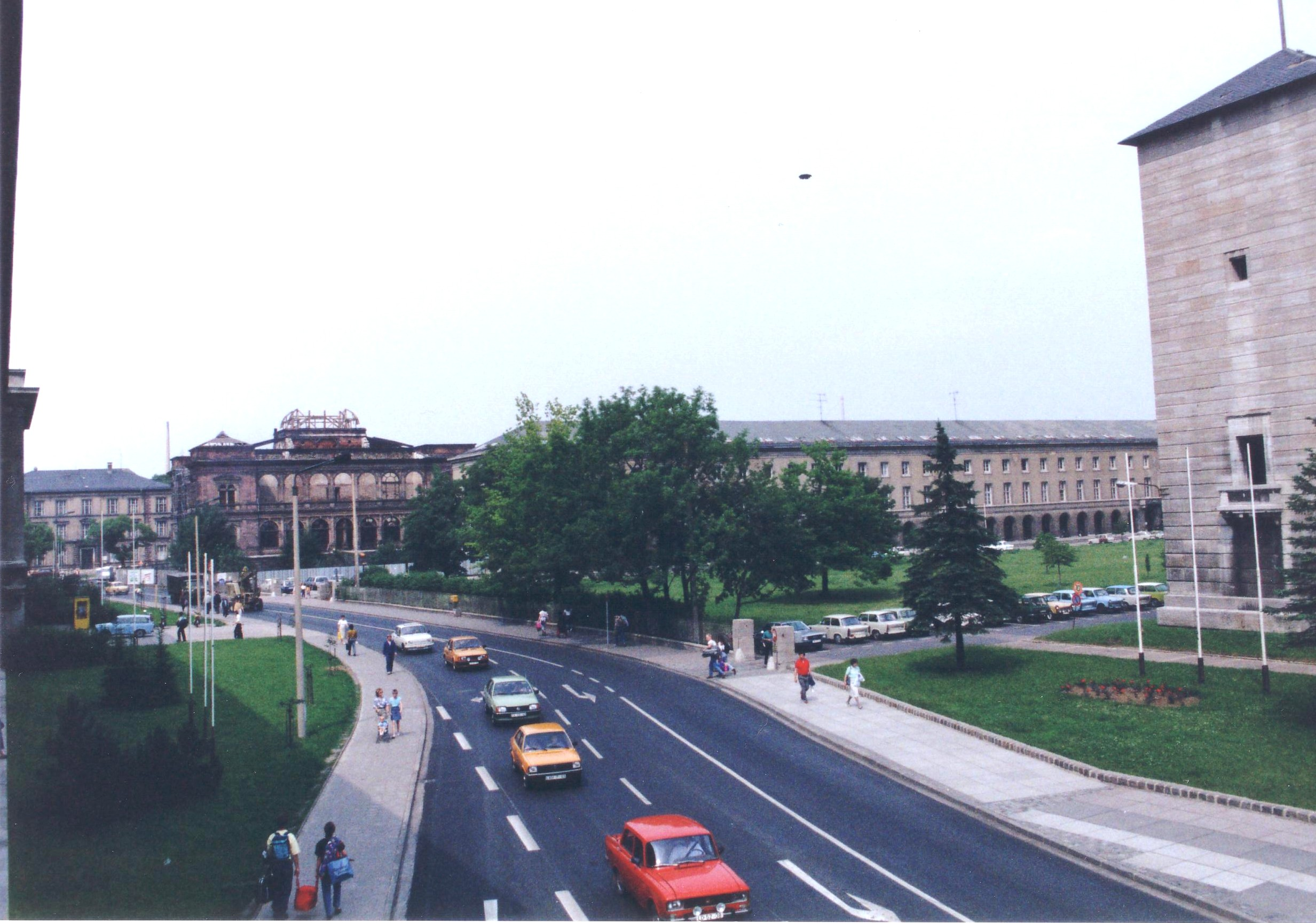
Der Karl-Marx-Platz in Weimar in der Wendezeit

## Fassungen und Musik
Die Originalsprache des Films ist Deutsch; englische Untertitel sind verfügbar. Seit 2020 liegt eine restaurierte und digitalisierte Fassung des Filmes vor, die über das Videoportal Vimeo gestreamt werden kann.
Abgesehen von bewusst eingesetzter propagandistischer Musik, arbeitet der Film überwiegend mit experimenteller Musik. Diese wurde von „Klang Projekte Weimar“, Michael von Hintzenstern und Hans Tutschku eigens für den Film komponiert.

## Auszeichnungen
Durch die Deutsche Film- und Medienbewertung (FBW) wurde der Film mit dem Prädikat „besonders wertvoll“ ausgezeichnet. Der Bewertungsausschuss urteilte: „Ein Film zum Nachdenken, ein wichtiger Film mit erregendem Material in Form eines filmischen Tagebuchs.“

## Trivia
Pavel Schnabel gelingt in einer Szene – während des Gesprächs mit Schriftsteller Wolfgang Held auf dessen Terrasse – ein Schwenk auf die Gesichter der ihm zur Seite gestellten Aufpasser. „Die Welt“ zitiert dazu den Filmemacher: „Ich habe sie reingeschnitten in der Hoffnung, daß es vielleicht ein paar Leute gibt, die gefühlsmäßig erfassen, daß in den Blicken dieser Männer der krasse Widerspruch zu dem linientreuen Phrasengedresche steht.“

## Kritik
Klaus Wienert schrieb in der Frankfurter Rundschau:
„Unter den unzähligen Versuchen, den Prozeß der deutschen Einheit filmisch aufzuarbeiten, ragt Schnabels Film zweifellos heraus – hier ist der distanzierte Blick des Nichtdeutschen hilfreich; der Bogen konnte über den Tag hinaus geschlagen werden und die betroffenen Menschen äußern sich offen und vertrauensvoll über ihre Erfahrungen.“
In der SZ formulierte Christiane Grefe:
„Die Langzeitbeobachtung gibt nicht nur ein Dokument der Wendehalskrankheit, sondern auch der Hoffnung, der Angst und vor allem geistiger, aber auch ganz praktischer Irritationen der Menschen.“